# Toshiba T1000
O Toshiba T1000 foi um laptop fabricado pela Toshiba Corporation a partir de 1987. Tinha especificações técnicas semelhantes às do IBM PC Convertible, com uma UCP 80C88 em 4,77MHz, 512 KiB de RAM, e um monitor LCD CGA-compatível. Diferentemente do Convertible, ele já vinha de fábrica com uma porta serial e uma porta paralela, conectores para um monitor externo e um RTC. Um acessório opcional era uma expansão de 768 KiB de RAM, que podia ser usada como memória LIM-EMS ou como um ramdisk não-volátil (disco D:).
Algo também pouco usual num IBM PC compatível, o T1000 possuía uma ROM de 256 KiB com uma cópia do MS-DOS 2.11 gravada, funcionando como drive C: (embora apenas para leitura). Outros sistemas operacionais podiam ser carregados pelo drive único de disquete (3" 1/2, 720 KiB) ou pelo ramdisk (caso estivesse instalado).
O Toshiba T1000 foi considerado o primeiro laptop "de verdade". Antes dele, os computadores supostamente portáteis eram grandes e desajeitados (o termo "transportáveis" talvez se aplicasse melhor a eles).
O T1000 deu origem a uma bem-sucedida série de laptops, como o Toshiba T1200.

## Características

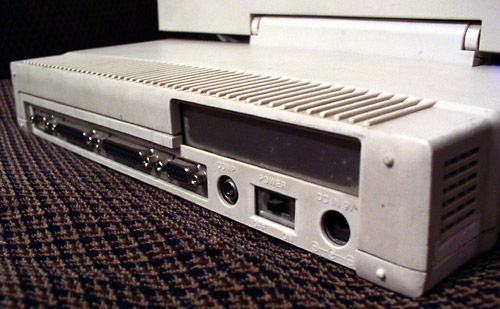
Portas de expansão do T1000

| UCP           | NEC 80C88 em 4,77 MHz                                                                          |
| RAM           | 512 KiB                                                                                        |
| ROM           | 256 KiB                                                                                        |
| Teclado       | mecânico, 82 teclas.                                                                           |
| Display       | monitor embutido LCD, CGA-compatível, monocromático; texto (80x25) e gráfico (640x200 pixels). |
| Som           | alto-falante embutido                                                                          |
| Portas        | 1 RS232, 1 porta paralela, 1 conector para monitor de vídeo                                    |
| Comunicação   | modem embutido (1200 bps)                                                                      |
| Armazenamento | 1 drive de 3" 1/2, 720 KiB, ramdrive de 768 KiB, HD externo opcional                           |